# Shamsabad
Shamsabad es  un pueblo y nagar Panchayat situado en el distrito de Farrukhabad en el estado de Uttar Pradesh (India). Su población es de 28454 habitantes (2011). 

## Demografía
Según el  censo de 2011 la población de Shamsabad era de 28454 habitantes, de los cuales 14950 eran hombres y 13504 eran mujeres. Shamsabad tiene una tasa media de alfabetización del 59,96%, inferior a la media estatal del 67,68%: la alfabetización masculina es del 66,28%, y la alfabetización femenina del 52,96%.